# Othmar Toifl
Othmar Toifl (* 16. Juli 1898 in Herzogenburg, Niederösterreich; † 1. Juli 1934 in Berlin) war ein österreichischer Nachrichtenagent. Er wurde bekannt als Spitzel und als einer der Ermordeten des sogenannten Röhm-Putsches.

## Leben

### Jugend und Erster Weltkrieg
Über Toifls frühen Werdegang liegt nur wenig gesichertes Wissen vor: Toifl war der Sohn des Geschäftsdieners Heinrich Toifl und einer Tagelöhnerstochter. Sein Großvater war Müller im Waldviertel. Nach dem Schulbesuch erlernte Toifl ab 1913 das Bäckerhandwerk. Im Oktober 1917 wurde Toifl zur österreichischen Armee ausgehoben und dem Schützenregiment 21 zugeteilt. Er verbrachte die Zeit bis zum Kriegsende jedoch aufgrund von Magenproblemen ausschließlich in Lazaretten und Krankenhäusern, insbesondere im Garnisonshospital in Brünn. Nach Kriegsende kam er als österreichischer Fähnrich nach Deutschland: Er arbeitete kurzzeitig bei einem Hotel an der Ostsee und dann – nach einer vorübergehenden Arbeitslosigkeit – als Privatdetektiv bei einer Versicherung, um schließlich erneut arbeitslos zu werden. Im Frühjahr 1919 trat er schließlich in die Dienste der „Antibolschewistischen Liga“ und des Stabes der Garde-Kavallerie-Schützen-Division. Zu diesem Zeitpunkt begann er seinen Lebensunterhalt als Spitzel und Agent zu verdienen, ein Tätigkeitsfeld, dem er sich hernach – mit Unterbrechungen – für den Rest seines Lebens widmen sollte.
Am 17. November 1919 heiratete Toifl die aus einer Berliner Sozialdemokratenfamilie stammende Ida Helene Ranke († 1975). Aus der Ehe gingen eine Tochter, Felicitas (* November 1920), und ein Sohn, Lucian (* 20. Dezember 1921), hervor. Der letztere ertrank 1932 in Mecklenburg. Als Privatmann wird Toifl als Mischung aus Kleinbürger und Haustyrann geschildert: Einerseits habe er großen Wert auf Wahrung der äußeren Form (penibel gepflegte Kleidung und Äußeres bei Spaziergängen der Familie u. ä.) gelegt, andererseits habe er seine Frau geschlagen und betrogen und die Kinder gezüchtigt (u. a. mit einer Nilpferdpeitsche).

### Tätigkeit als Polizeispitzel (1920er Jahre)
Im Zusammenhang mit seiner Tätigkeit als Spitzel/Agent der Antibolschewistischen Liga und der Garde-Kavallerie-Schützendivision ist wiederholt der Vorwurf erhoben worden, dass Toifl im Jahr 1919 verschiedentlich dabei mitgewirkt habe, Aufstände und Ausschreitungen von Angehörigen linksgerichteter Gruppen – insbesondere Spartakisten und Unabhängigen Sozialdemokraten – in Berlin zu provozieren, indem er sich als vermeintlich Gleichgesinnter unter diese gemischt und sie zu entsprechenden Handlungen aufgestachelt habe, um so einen Vorwand für ein brutales Vorgehen von Polizei- und Militärkräften gegen die linken Parteien und Organisationen, denen sie angehörten, zu schaffen.
In der ersten Hälfte der 1920er Jahre war Toifl für die Ermittlungsstelle der Preußischen Hauptlandwirtschaftskammer tätig, für die er die Brände von Bauernhöfen aufklären sollte. Seit 1924 ist Toifl in Berlin-Moabit nachweisbar, wo er 1925 einen Waffenschein als Ermittlungsbeamter erhielt. In der zweiten Hälfte der 1920er Jahre war er für den Deutschen Landschutz tätig, bevor er um 1930 arbeitslos wurde. Zu dieser Zeit soll er auch von der Polizei wegen Angriffen auf Viehhändler in Mecklenburg gesucht worden sein.

### Ermordung des Polizeispitzels Karl Blau (1919)
Im Prozess wegen der Ermordung des Polizeispitzels Karl Blau, der 1920 vor dem Landgericht II in Berlin verhandelt wurde, zog Toifl erstmals die Aufmerksamkeit der Presse auf sich:
Blau hatte sich seit Ende 1918/Anfang 1919 als Spitzel von Polizei- und Militärbehörden, insbesondere für die Antibolschewistische Liga, in Berlin betätigt. Nach dem Zerschlagung der kommunistischen Räterepublik, die nach dem Ende des Ersten Weltkriegs im Frühjahr 1919 kurzzeitig in Bayern etabliert worden war, ging er nach München, wo er sich einige Wochen lang als Spitzel für die Spionage-Zentrale des Generalkommandos Oven München, einem der Militärkommandos die die Kontrolle über die Stadt übernommen hatten, in Münchener Kommunistenkreisen betätigte. Blaus Berichte wurden u. a. dem Bayerischen Innenministerium sowie verschiedenen Polizei- und Militärdienststellen zugeleitet.
Am 2. Juli 1919 wurde Blau mit der Begründung, dass er einen Tagesbefehl der Regierungstruppen in die Hände der Kommunisten gespielt habe, verhaftet. Seine Entlassung aus der Haft erfolgte am 22. Juli mit der Auflage, Bayern zu verlassen. Daraufhin reiste er am 29. Juli 1919, begleitet von dem USPD-Funktionär Franz Herm und zwei weiteren Männern aus München nach Berlin ab. Bereits zu dieser Zeit sollen Mordpläne von Herm und anderen linksgerichteten Personen gegen Blau, der als Spitzel erkannt gewesen sei, bestanden haben.
Am Abend des 1. August 1919 besuchte Blau, wahrscheinlich zusammen mit Herm, eine kommunistische Versammlung in Berlin. Bei dieser Gelegenheit wurde er von anwesenden Kommunisten bezichtigt ein Spitzel zu sein. Insbesondere bestätigte ein gewisser Franz Stolz – der später selbst als Polizeispitzel identifiziert wurde – dass Blau ein Spitzel sei, als Blau, der ihn von seinem früheren Verkehr in Berliner Linkskreisen her kannte, ihn bat, zu seinen Gunsten zu sprechen. Spätestens zu diesem Zeitpunkt fassten einige anwesende Kommunisten Mordpläne gegen Blau. Mit Bezug auf Stolz wurde später angenommen, dass dieser Blau, da er seinen Auftraggebern unliebsam geworden sei (angeblich weil er Sympathien für die Kommunisten entwickelt habe), gezielt den Kommunisten ans Messer geliefert habe, um so zwei Fliegen mit einer Klatsche zu erledigen: Einerseits einen unangenehmen und unzuverlässigen Spitzel aus der Welt zu schaffen. Und zugleich habe auf diese Weise eine weitere kommunistische Schreckenstat ausgelöst werden sollen, die genutzt werden sollte, die Presse mit neuen alarmierenden Meldungen über kommunistische Gräuel zu füllen, um auf diese Weise die Öffentlichkeit gegen die kommunistische Bewegung und Ideologie einzunehmen.
Am Abend des 2. August 1919 lockten mehrere Kommunisten – namentlich der Gastwirt Max Fichtmann und Erwin Hoppe sowie einige weitere unidentifiziert gebliebene Männer – Blau in die Wohnung des Willi Winkler (eines Jugendfreunds von Hoppe) in der Großbeerenstraße 20. Dort wurde ihm im Laufe des Abends ein mit Morphium versetztes Glas Wein zum Trinken gegeben. Nachdem Blau eingeschlafen war, wurde er mit einer Schlinge erwürgt. Das Morphium zur Betäubung des Opfers war den Männern in der Winkler'schen Wohnung am selben Abend von einer unidentifiziert gebliebenen Person zur Verfügung gestellt worden. Die Leiche Blaus wurde bald nach seinem Tod von den drei Männern in eine Decke gehüllt und in den Landwehrkanal geworfen, aus dem sie am 7. August 1919 geborgen wurde. Nach der Auffindung von Blaus Leiche wurde beim Polizeipräsidium am Alexanderplatz eine Mordkommission eingesetzt, die eine Belohnung von 5000 RM für Hinweise die zur Aufklärung des Falles führen würden aussetzte. Binnen wenigen Tagen wurden Fichtmann, Hoppe und Winkler als Tatverdächtige identifiziert.
Es folgte eine knapp zehnmonatige Voruntersuchung, bevor am 7. Juni 1920 das Hauptverfahren wegen des Mordes beim Schwurgericht beim Landgericht II in Berlin eröffnet wurde ("Strafsache gegen Fichtmann und Genossen wegen Ermordung des Inspektors Blau"). Fichtmann und Hoppe wurden angeklagt, gemeinschaftlich mit weiteren Personen Karl Blau vorsätzlich getötet und diese Tötung mit Überlegung ausgeführt zu haben. Winkler wurde angeklagt, den Angeschuldigten bei der Begehung des Verbrechens wissentlich Hilfe geleistet zu haben. Der Prozess dauerte vom 24. Juni bis 5. Juli 1920. Als Verteidiger der Angeklagten fungierten Theodor Liebknecht, Kurt Rosenfeld und Siegfried Weinberg. Diese vertraten die Linie, dass die Angeklagten zu ihrer Tat durch rechts eingestellte Polizeikreise bzw. von im Auftrag solcher Polizeikreise handelnden Spitzeln manipuliert worden seien. Hierfür sprachen insbesondere Indizien, die darauf hindeuteten, dass Blaus Begleiter Franz Herm ihn mit dem Ziel (bzw. dem Auftrag) von München nach Berlin geschleust habe, ihn dort in eine Situation zu bringen, um seinen Tod herbeizuführen. Othmar Toifl trat in diesem Prozess als Belastungszeuge auf: So erklärte er, Fichtmann am Tag nach der Tat in seiner Wirtschaft angetroffen und ihn bleich und verstört vorgefunden zu haben. Toifl selbst wurde von den Verteidigern der Angeklagten und der Linkspresse als Polizeispitzel identifiziert und verdächtigt, selbst an den Machinationen, die zur Herbeiführung von Blaus Ermordung geführt hatten, beteiligt gewesen zu sein und daran mitgewirkt zu haben, die Kommunisten zu ihrem Handeln zu manipulieren, um so im Auftrag von unidentifizierten Hintermännern einen unliebsamen Spitzel-Kollegen – der verdächtigt wurde ein doppeltes Spiel zu treiben – aus der Welt zu schaffen und zugleich mit diesem von kommunistischer Hand verübten Mord einen Vorfall zu schaffen, den man im politischen Meinungskampf der Bevölkerung zur Stimmungsmache gegen die politische Linke präsentieren konnte. In ihrem Plädoyer formulierten die Verteidiger dies folgendermaßen:

„Man inszenierte ein Kesseltreiben; schob den Kommunisten den lästigen Blau hin, als Beute; man wollte ihnen die Ausführung eines Urteils überlassen, das man selbst gefällt hat. Dann hatte man zwei auf einen Schlag: man war den Blau los und hatte neue kommunistische Greuel!“

Toifl wurde von den Verteidigern verdächtigt, der unidentifiziert gebliebene Tatbeteiligte gewesen zu sein, der den Tätern am Abend des 2. August das Morphium zur Betäubung Blaus gebracht habe, was er jedoch in seiner Aussage nachdrücklich bestritt.
Durch das am 30. Juli 1920 verkündete Urteil wurde Erwin Hoppe wegen Beihilfe zum Totschlag zu sechs Jahren Zuchthaus und Willi Winkler wegen Beihilfe zum Totschlag zu drei Jahren Gefängnis verurteilt. Max Fichtmann wurde aus Mangel an Beweisen freigesprochen.
Die ausführliche Berichterstattung über den Blau-Prozess in der Linkspresse führte dazu, dass Toifl öffentlich als Lockspitzel entlarvt wurde. So wurde er auch 1924 im kommunistischen Spitzel-Almanach als solcher gelistet. Aufgrund dieser Dekuvrierung soll Toifls Familie in den Folgejahren aus Angst vor Nachstellungen politischer Gegner ständig umgezogen sein.

### Überfall auf den Diamantenhändler Orlowsky (1919)
Am 31. Juli 1919 wirkte Toifl am Überfall einer Gruppe von Kommunisten auf einen Diamantenhändler Orlowsky mit, der dazu diente, Mittel für die Propagandaarbeit der KPD zu beschaffen: Zu diesem Zweck lauerten drei als Reichswehrangehörige verkleidete Kommunisten – der Gastwirt Max Fichtmann, Manske und Toifl – Orlowsky auf dem Heimweg von seinem Geschäft am Molkenmarkt auf. Der Plan war, Orlowsky (der größere Summen Bargeld und Diamanten auf dem Heimweg bei sich zu tragen pflegte), unter Vortäuschung, sie seien eine amtliche Patrouille, zu „verhaften“, an einen unbeobachteten Ort zu schaffen und ihn dort auszurauben. Es gelang der „Patrouille“, als deren Führer Toifl auftrat, auch Orlowsky und einen Begleiter (einen zu den Kommunisten gehörenden Gesinnungsgenossen) zu stellen. Sie verhafteten ihn unter dem Vorwand, er werde verdächtigt, illegal Waffen zu besitzen. Sie geleiteten beide zum Bahnhof Jannowitzbrücke und fuhren von dort mit dem Zug zum Bahnhof Hirschgarten. Anschließend ging es zu Fuß zur Chaussee nach Friedrichshagen, wo sie Orlowsky auf ein verabredetes Zeichen hin durchsuchten und sein Portemonnaie an sich nahmen. Sie erbeuteten hierbei 1990–2000 Mark. Etwas später gelang es Orlowsky, seinen Verhaftern zu entfliehen, wobei er eine schwere Kopfwunde durch einen Schlag mit einem Gewehrkolben erlitt. Die Beute teilten Toifl, Fichtmann, Manske sowie zwei weitere Beteiligte (Woldi und Jenzen) unter sich auf, wobei erstere je 450 Mark und letztere beiden je 300 erhielten. Jeder zahlte anschließend 50 RM in die Propagandakasse der KPD ein.
Am folgenden Tag erstattete Toifl durch einen Verbindungsmann Anzeige bei der Reichswehr wegen des Vorfalls. Im anschließenden Prozess vor dem außerordentlichen Kriegsgericht des Landgerichts II in Berlin, der im Oktober 1919 stattfand, trat Toifl als Belastungszeuge auf. Das Gericht, das die Tat als „versuchten Raub gefährlichster Art“ unter bewusster Inkaufnahme des Verlustes eines Menschenlebens wertete, verurteilte Fichtmann wegen versuchter räuberischer Erpressung zu einer Zuchthausstrafe von fünf Jahren und wegen versuchten Mordes zu zehn Jahren. Beide Strafen wurden zu einer Gesamtstrafe von zwölf Jahren zusammengefasst. Manske erhielt zwei Jahre und sechs Monate Gefängnis, wobei ihm seine Jugend und Unreife sowie ersichtliche Reue zugutegehalten wurden. Gegen Toifl wurde keine Anklage erhoben, nachdem er sich als „Regierungsagent“ zu erkennen gegeben und erklärt hatte, er sei von den Kommunisten zur Teilnahme an dem Überfall auf Orlowsky gezwungen und habe deshalb „notgedrungen“ an dem Unternehmen mitgewirkt, um nicht Verdacht zu erregen und als Regierungsagent entlarvt zu werden. Aufgrund dieser „Sachlage“ sei „mangels begründeten Verdachtes einer strafbaren Teilnahme von der Strafverfolgung“ Toifls Abstand genommen worden.

### Verwicklung in den Fall Herbert Norkus (1932)
Toifl trat am 1. September 1930 der NSDAP bei (Mitgliedsnummer 312.782).
Nach der Niederschlagung der sogenannten Stennes-Revolte, einem Aufstand von Teilen der Berliner SA gegen die Führung Adolf Hitlers, spalteten sich Teile der Berliner NSDAP und SA unter der Führung des abgesetzten Berliner SA-Chef Walter Stennes als „Nationalsozialistische Kampfgemeinschaft Deutschlands“ (NSKD) von der NSDAP ab. Eine relativ zahlenstarke Gruppe dieser Abspaltung konzentrierte sich im Berliner Beussel-Kiez. Dieser Gruppe gehörte 1931 und 1932 auch Toifl – mindestens äußerlich – an. In der Forschung wird davon ausgegangen, dass er spätestens seit Ende 1931 als Spitzel für den Nachrichtendienst der Berliner SS unter den Stennes-Anhängern im Beussel-Kiez agierte, wobei er entweder im Auftrag des Berliner SS-Chefs Kurt Daluege oder aus eigener Initiative, aber im Sinne Dalueges, handelte. Für eine entsprechende Betätigung spricht u. a. ein Brief Dalueges von 1934, in dem dieser schreibt, Toifl sei seit Juli 1931 für Heinrich Himmler und seit Oktober 1931 für ihn, Daluege, und den SS-Abschnitt III/die SS-Gruppe Ost geheim nachrichtendienstlich tätig gewesen.
Während dem Prozess wegen des Todes des Hitler-Jungen Herbert Norkus, der am 24. Januar 1932 bei einem Überfall von Kommunisten auf eine Flugblattverteilaktion von Angehörigen der Hitler-Jugend tödlich verletzt worden war, trat Toifl als Belastungszeuge gegen die vier wegen Norkus' Tod angeklagten Kommunisten und sechs angeklagten Stennes-Anhänger auf. Die Stennes-Leute aus dem Beussel-Kiez waren in diesen Vorfall, der äußerlich ein Zusammenstoß von KPD- und NSDAP-Anhängern gewesen war, verwickelt, da sie am Abend des 23. Januar 1932 die Kommunisten über die bevorstehende Werbeunternehmung der Hitler-Jungen in Kenntnis gesetzt und sie ermuntert hatten, diese gewaltsam zu zerschlagen. Weiter sagte Toifl aus, dass Mitglieder der Stennes-Gruppe nach der Tat eine alkoholseelige Siegesfeier mit den Kommunisten abgehalten habe, sowie dass Stennes' Stab Mordlisten mit Namen politischer Gegner erstellt und gewaltsame Überfälle auf SA-Einheiten vorbereitet habe. Zudem bezichtigte er Stennes' Stabsführer Herbert Jantzon ein Polizeispitzel zu sein. Die entsprechenden Kenntnisse habe er, so Toifl, aufgrund seiner Anwesenheit im Versammlungslokal der Stennes-Anhänger am betreffenden Tag bzw. aufgrund seiner Tätigkeit im Büro des Stennesschen Stabes zu dieser Zeit erlangt.
In Berichten der kommunistischen Presse über den Norkus-Prozess wurde Toifl als ein in die Stennes-Gruppe eingeschleuster Lockspitzel der NSDAP bezeichnet, der, zusammen mit dem Stennes-Mitarbeiter Gundel, den Überfall vom 24. Januar 1932 gezielt durch Manipulationen und Intrigen herbeigeführt habe, mit der Absicht, dass es hierbei zu Verletzten und Toten kommen könnte. So sollten die Kommunisten in der Öffentlichkeit diskreditiert werden und so sollte die kurz zuvor erfolgte Tötung zweier Kommunisten durch SA-Leute bei einem SA-Überfall auf die Laubenkolonie Felseneck aus dem Bewusstsein der Bevölkerung verdrängt werden. So hieß es in der Überschrift eines einschlägigen Artikels etwa: „Pfui Teufel, der Toifl. Die sensationellen Hintergründe des Norkus-Prozesses“.
In der August-Abrechnung 1932 des Gaues Gross-Berlin wurde Toifl dennoch mit der Begründung, er sei Stennes-Anhänger aus der NSDAP ausgeschlossen und aus der Mitgliederkartei gestrichen. Toifl selbst behauptete 1933, dies sei auf Anordnung Himmlers erfolgt. Es ist dabei unklar, ob Himmler ihn tatsächlich für einen Stennes-Anhänger hielt oder ob er von Toifls' Tätigkeit für Daluege wusste und diese Anschuldigung nur als Vorwand nutzte, um aus anderen Gründen gegen ihn vorzugehen.

### Weitere Tätigkeit bis 1933
Im Laufe des Jahres 1931 übernahm Toifl als Vertrauensmann Dalueges die Leitung von dessen persönlichem Nachrichtendienst. Er versorgte den SS-Führer fortan mit Informationen über Kommunisten, Sozialdemokraten und Zentrumsleuten. Seine nachrichtendienstliche Tätigkeit führte Toifl angeblich von einer in der Bahnstraße 24 (heutige Crellestraße) in Berlin-Schöneberg untergebrachten Tarnfirma aus, die unter dem Namen „Ingenieur-Büro Berthold“ (oder Berthhold) firmierte. Walther Hofer zitiert einen Brief Dalueges, demzufolge die geheimdienstliche Arbeit, die Toifl in Dalueges Auftrag für die NSDAP im Allgemeinen und die SS im Besonderen durchführte, sich von Oktober 1931 bis Sommer 1933 erstreckt habe.

### Tätigkeit von 1933 bis 1934
Nach der Machtübernahme durch die Nationalsozialisten soll Toifls Nachrichtenbüro verstärkt damit begonnen haben, Nachrichten über höhergestellte Persönlichkeiten der NSDAP wie Reinhard Heydrich zu sammeln. Walther Hofer brachte Toifl im Frühjahr 1933 mit dem Reichstagsbrand in Verbindung, an dem er einigen Quellen zufolge als „Techniker“ im Stab Dalueges beteiligt gewesen sein soll. Diese Auffassung ist umstritten und wird von anderen Autoren dezidiert abgelehnt.
Auf Vermittlung von Daluege erhielt Toifl im Sommer oder Herbst 1933 eine Stellung als Kriminalkommissaranwärter bei der Gestapo.
Ebenfalls auf Vermittlung Dalueges erhielt Toifl zudem 1934 eine Stellung im Columbiahaus, dem Berliner Konzentrationslager der SS, in dem er – trotz seines eher niedrigen SS-Ranges – zeitweise als De-facto-Kommandant der Wachmannschaften fungierte. Das Columbiahaus war zu dieser Zeit als eine brutale Folterstätte berüchtigt, in der Gefangene schweren Misshandlungen (Stockschläge, Pfahlbinden u. ä.) ausgesetzt waren. Eugen Kogon schrieb hierzu in seinem Buch Der SS-Staat, das in diesem Lager „wohl die schlimmsten Greueltaten verübt [wurden], die sich menschliche Einbildung vorstellen kann“. Der erste Chef der Gestapo Rudolf Diels bestätigte diese Zustandsbeschreibung in seinen Memoiren, wobei er sich auch speziell in Hinblick auf Toifl äußerte, über dessen angebliche Rolle als leitender Folterknecht er schrieb:

„Die unzulänglichste Stätte war das Columbiahaus. Es übertraf an Systematik der Torturen die Marterhöhlen der SA. Es war eine völlig selbständige Domäne der SS. Erst allmählich drangen Gerüchte über den wahren Charakter dieser Unternehmung an unsere Ohren. Wie zum Symbol war ein Mann namens Toifl der Leiter. Er hatte sich durch nichts anderes als durch Eifer und Sadismus seine dominierende Stellung verschafft. Unter Ausschaltung aller Stufen und Ränge regierten in diesen Höllenquartieren diejenigen, die nicht nur hier Opfer unter dem höchsten physischen Druck, sondern auch ihre Kumpane durch ihre Hemmungslosigkeit am tiefsten beeindrucken konnten.“

Die erhalten gebliebenen Urteile über Toifl und seine Tätigkeit fallen größtenteils vernichtend aus. So beschrieb der 1933 bis 1935 in der Geheimen Staatspolizei und im Reichsinnenministerium beschäftigte Hans Bernd Gisevius Toifl als einen Mann, „der gewiss ein Teufel“ gewesen sei: „Vorbestraft, blutrünstig, schmierig […] einer der Verkommensten [aus dem Milieu des Nachrichtendienstes]“.

### Ermordung
Am 1. Juli 1934 wurde Toifl im Zuge der Röhm-Affäre erschossen. Angeblich soll der SS-Scharführer Berger ihn zu einem nächtlichen Treffen in der Bülowstraße gelockt haben. Wenige Stunden später soll sein Körper aus einem fahrenden Auto in der Herthastraße im Grunewald geworfen worden sein. Gisevius gibt an, Toifl habe sich am 30. Juni verborgen gehalten, sei dann abends aber nach Hause gekommen, wo ihn ein Anruf des Staatspolizeiamtes erreicht habe, er solle sofort ins Amt kommen, man habe einen eiligen Auftrag für ihn. Ob die von Gisevius aufgestellte Behauptung, dass Daluege über Toifls Ermordung ungehalten gewesen sei, zutrifft, ist nicht mehr eindeutig zu klären. Gesichert ist, dass Toifls Leiche am 1. Juli von Ernst Otto, einem Laboranten des Leichenschauhauses in der Hannoverschen Straße, im Auftrag der SS in der Herthastraße abgeholt wurde. Den Angaben Ottos aus der Nachkriegszeit zufolge fand er an der Stelle der Herthastraße, zu der er geschickt worden war, etwa in der Straßenmitte, eine Blutlache. Von dieser habe eine blutige Schleifspur zu einem Dornengebüsch am Straßenrand geführt, unter dem die Leiche Toifls, bewacht von mehreren SS-Angehörigen, gelegen habe. Bei der Bergung des Toten habe er, Otto, mindestens eine Schussverletzung in Toifls Rücken festgestellt. Anschließend habe er die Leiche in die Hannoversche Straße überführt, wo sie – unbesichtigt und unseziert – in einer Leichenzelle im Keller des Hauses unter Verschluss genommen worden sei, bis sie wenige Tage später von einem SS-Lastwagen abgeholt und zur Verbrennung ins Krematorium Wedding geschafft wurde.
Toifls Hinterbliebene, seine Ehefrau und Tochter, erhielten auf Veranlassung von Heinrich Himmler „aus [Gründen der] Billigkeit“ seit April 1935 eine monatliche Rente gezahlt.
Das Motiv für die Ermordung Toifls ist bis heute nicht mit letzter Sicherheit geklärt: Vertreter der These, der Reichstagsbrand im Februar 1933 sei von den Nationalsozialisten gelegt worden, wie Walther Hofer und Edouard Calic, behaupteten wiederholt, Toifl wäre an dem angeblichen Brandstiftungsunternehmen als technischer Experte beteiligt gewesen und anlässlich der günstigen Gelegenheit des 30. Junis als „unbequemer Mitwisser“ liquidiert worden. Uwe Backes verwies demgegenüber auf eine Mitteilung von Toifls Witwe Helene aus dem Jahr 1967, ihr Mann habe „etwas über die angeblich nichtarische Abstammung Heydrichs verlauten lassen“. Hierzu passt, dass sich zwei Briefe Toifls vom Juni 1934 erhalten haben, in denen er Daluege um eine Unterredung bittet, da er ihm etwas „wichtiges“ mitzuteilen habe. Im Parteipersonalblatt Toifls findet sich ferner der dick unterstrichene Verweis „Stennesanhänger!“, was nahelegt, dass Toifl auch zum Zeitpunkt seiner Ermordung noch im Verdacht gestanden haben könnte, ein Parteigänger von Walther Stennes zu sein.

## Archivalien
- Akten zum Blau-Prozess, in: Landesarchiv Berlin: A. Rep. 358-01, Nr. 386, Bd. 1–12
- Akten zum Verfahren gegen Stolt u. a. wegen Ermordung des Hitlerjungen Norkus, in: Landesarchiv Berlin A Rep. 358-01, Nr. 9.
- Bundesarchiv Berlin: BDC-Personalakte zu Toifl und ZfB 7131 A.5